# Яковенко Наталя Миколаївна
Ната́ля Микола́ївна Яковенко (нар. 16 жовтня 1942, с. Апрелівка Кіровоградської області) — історикиня (доктор історичних наук), перекладачка, заслужений діяч науки і техніки України, професорка кафедри історії НаУКМА.

## Біографія
Історик, доктор історичних наук (1994 р.), професор. Закінчила класичне відділення факультету іноземних мов Львівського університету (1967 р.). У 1970—1981 рр. — старший науковий співробітник Центрального державного історичного архіву України, 1981—1987 рр. — викладач Київського університету, 1987—1991 рр. — старший науковий співробітник Інституту історії України НАН України, 1991—1995 рр. — завідувачка відділом Інституту української археографії і джерелознавства НАН України, з 1995 р. — провідний науковець НАН України, водночас з 1992 р. — професор Києво-Могилянської академії, завідувач кафедри історії НаУКМА.
В Інституті історії НАНУ захистила дисертацію з латинської палеографії (щодо документів походженням з України). Згодом почала працювати як професійний історик, починаючи з питань історії української шляхти.
Її учнями (захистили дисертації на здобуття наукового ступеня доктора та кандидата історичних наук) є Володимир Собчук (к. і. н), Наталія Старченко (к. і. н. та д. і. н.), Сергій Горін (к. і. н.), Валерій Зема (к. і. н.), Тетяна Шевченко (к. і. н.), Володимир Поліщук (к. і. н.), Віталій Михайловський (к. і. н. та д. і. н.), Ігор Тесленко (к. і. н.), Оксана Коваленко (к. і. н.), Тетяна Григор'єва (к. і. н.), Оксана Задорожна (к. і. н.).
Авторка понад 300 праць. Співавторка (разом з Мироновою Валентиною) підручника з латинської мови.

## Праці
- Українська шляхта з кінця XIV до середини XVII століття. Волинь і Центральна Україна. — Київ: Наукова думка, 1993. — 416 с. (вид. 2-ге, переглянуте і виправлене: Київ: Критика, 2008. — 472 с. ISBN 966-8978-14-5)
- Нарис історії України з найдавніших часів до кінця XVIII століття. — Київ: Генеза, 1997. — 312с. ISBN 966-504-021-9 (вид. 2-ге, перероблене та розширене: Київ: Критика, 2005. — 584 с. ISBN 966-7679-73-X; вид. 3-тє, перероблене та розширене: Київ: Критика, 2006. — 584 с. ISBN 966-7679-82-9)
- Паралельний світ. Дослідження з історії уявлень та ідей в Україні XVI—XVII ст. — Київ: Критика, 2002. — 416 с. ISBN 966-7679-23-3.
- Вступ до історії. — Київ: Критика, 2007. — 376с. ISBN 966-8978-17-X
- Дзеркала ідентичності: Дослідження з історії уявлень та ідей в Україні XVII- початку XVIII століття.;— Київ: Laurus, 2012.  — 472 с. (Золоті ворота; Вип. 2) ISBN 978-966-2449-20-4
- У пошуках Нового неба: Життя і тексти Йоаникія Ґалятовського. — К. : Laurus, 2016. — 604 с.

## Визнання і нагороди
Нагороджена премією освітньої фундації П. Яцика (1995), Фонду імені Гелени (1996). Лауреат премії НАН України імені М. С. Грушевського (1996). Голова Товариства дослідників Центрально-Східної Європи (1998). Кавалер ордена «За інтелектуальну відвагу» (2001). Увійшла до списку 100 найвпливовіших жінок України за версією журналу «Фокус» у 2006 році.
- Хрест Івана Мазепи (2010)[1]
- Заслужений діяч науки і техніки України (2015)[2]